# Uldtuekogleaks
Uldtuekogleaks, også kendt som liden kæruld (Trichophorum alpinum) er en art af blomstrende planter i halvgræsfamilien. Den er sjælden i Danmark, og forekommer i Europa, Asien og det nordlige Nordamerika. Den vokser i moser og på kalkholdige enge. Den er opført på Den danske rødliste som truet art.
Denne halvgræs skyder stængler op til 40 cm højde fra et kort rhizom (rod-stængel). Bladene er ikke mere end en centimeter lange. Blomsterne har bomuldshvide børster, der er op til to centimeter.